# Acacia curranii
Acacia curranii är en ärtväxtart som beskrevs av Joseph Henry Maiden. Acacia curranii ingår i släktet akacior, och familjen ärtväxter. Inga underarter finns listade i Catalogue of Life.